# Haliclona grimmi
Haliclona grimmi är en svampdjursart som först beskrevs av Voldemar Czerniavsky 1880.  Haliclona grimmi ingår i släktet Haliclona och familjen Chalinidae. Inga underarter finns listade i Catalogue of Life.